# Newmont Corporation
Newmont Corporation is een Amerikaans goudmijnbedrijf met de hoofdvestiging in Greenwood Village, Colorado. Het werd in 1921 opgericht. 

## Activiteiten
Newmont Mining is een grote producent van goud en bijproducten. In 2021 was de totale goudproductie zo'n 6 miljoen ounces en behaalde het een omzet van ruim 12 miljard dollar. Het aandeel van de goudverkopen in de totale omzet is meer dan 85%.
Het bedrijf bezit goudmijnen in Colorado, Nevada, Ontario, Quebec, Mexico, de Dominicaanse Republiek, Australië, Ghana, Argentinië, Peru en Suriname. Naast goud ontgint Newmont Mining koper, zilver, zink en lood. Veruit de meeste delfstoffen worden gewonnen door middel van dagbouw.

### Delfplaatsen
| Naam                             | Land                   | Belang | Mijntype                               | Metalen                  | Goudproductie in ounces (2018) | Goudreserves in ounces (31 dec. 2018) |
| -------------------------------- | ---------------------- | ------ | -------------------------------------- | ------------------------ | ------------------------------ | ------------------------------------- |
| Cripple Creek & Victor Gold Mine | Verenigde Staten       | 100%   | Oppervlakte                            | Goud, zilver             | 360.000                        | 3,5 miljoen                           |
| Nevada goudmijnen                | Verenigde Staten       | 38,5%  | Ondergronds, oppervlakte               | Goud, koper, zilver      |                                |                                       |
| Éléonore                         | Canada                 | 100%   | Ondergronds                            | Goud                     | 342.000                        | 3,25 miljoen                          |
| Mosselwitte mijn                 | Canada                 | 100%   | Ondergronds                            | Goud                     | 205.000                        | 2,28 miljoen                          |
| Stekelvarken mijne               | Canada                 | 100%   | Ondergronds, open afgraving, voorraden | Goud                     | 259.000                        | 8,13 miljoen                          |
| Red Lake Mine                    | Canada                 | 100%   | Ondergronds                            | Goud                     | 276.000                        | 2,05 miljoen                          |
| Peñasquito-mijn                  | Mexico                 | 100%   | Open afgraving                         | Goud, zilver, lood, zink | 272.000                        | 9,12 miljoen                          |
| Cerro Negrogoudmijn              | Argentinië             | 100%   | Ondergronds                            | Goud                     | 489.000                        | 5,02 miljoen                          |
| Merian-goudmijn                  | Suriname               | 75%    | Oppervlakte                            | Goud                     | 534.000 (100% basis)           | 3,7 miljoen (75% basis)               |
| Pueblo Viejo-mijn                | Dominicaanse Republiek | 40%    | Open afgraving                         | Goud                     | 388.000 (40% basis)            | 4,37 miljoen (40% basis)              |
| Yanacocha                        | Peru                   | 51,35% | Oppervlakte                            | Goud                     | 515.000 (100% basis)           | 3,8 miljoen (51,35% basis)            |
| Ahafo mijne                      | Ghana                  | 100%   | Oppervlakte                            | Goud                     | 436.000                        | 9,7 miljoen                           |
| Akyem                            | Ghana                  | 100%   | Oppervlakte                            | Goud                     | 414.000                        | 2,2 miljoen                           |
| Boddington-goudmijn              | Australië              | 100%   | Oppervlakte                            | Goud, koper              | 709.000                        | 12,4 miljoen                          |
| Tanami-mijn                      | Australië              | 100%   | Ondergronds                            | Goud                     | 496.000                        | 4,7 miljoen                           |

## Geschiedenis
In 1916 bracht William Boyce Thompson al zijn activiteiten op het gebied van olie en aardgas en andere delfstoffen onder in een nieuwe onderneming met de naam Newmont Company. In 1921 wordt het een naamloze vennootschap en gaat door als Newmont Corporation. In 1925 verkocht hij een deel van de aandelen op de effectenbeurs en deze worden genoteerd onder de naam Newmont Mining.
Vanaf 1928 kocht Thompson de eerste aandelen Magma Copper in Arizona, een van de grootste producenten van koper in het land, en breidde het belang verder uit tot Newmont Mining grootaandeelhouder was. In 1929 wordt de Empire-Star Mines, gevestigd in Californië, overgenomen. In 1934 besloot president Theodore Roosevelt de vaste prijs voor goud te verhogen van US$ 20 naar US$ 35 per ounce. Dit hielp het bedrijf de moeilijk crisisjaren van de jaren 1930 te overleven. In 1930 overleed Thompson, hij was 61 jaar oud en liet een vermogen na van US$ 150 miljoen. Het bedrijf werd internationaal actief en opende kopermijnen in het zuiden van Afrika en kocht in 1937 en 1938 twee mijnen van koper en zink in Colorado.
In 1971 bestaat het bedrijf 50 jaar. In dat jaar behaalde het een omzet van US$ 241 miljoen en een nettowinst van US$ 55 miljoen.
In de jaren 80 gaat het slecht met Newmont Mining. Het leed zes jaar achter elkaar verliezen en het bestuur besloot Magma Copper te verkopen evenals minderheidsbelangen in diverse goudmijnen. Newmont Mining wordt een doel van de corporate raider T. Boone Pickens. Om deze vijandige overname te blokkeren keerde Newmont Mining een superdividend uit van US$ 2,2 miljard. Na deze geslaagde actie moet Newmont Mining nog meer belangen verkopen om de schulden, die het is aangegaan om dit dividend te betalen, af te lossen. In 1989 wordt Newming Mining de eerste Amerikaanse goudproducent die meer dan 1 miljoen ounces per jaar uit de grond haalde. In 1990 volgde de verkoop van het aandelenbelang in Peabody Coal, na de verkoop is Newmont Mining een puur goudwinningsbedrijf.
Op 18 april 2019 werd Goldcorp, Inc., een vergelijkbaar bedrijf, overgenomen. Newmont Mining deed een bod van US$ 10 miljard in aandelen en na de overname is de goudproductie met zo'n 50% gestegen. In 2017 produceerde Newmont Mining zo'n 5,3 miljoen ounces en Goldcorp zat in hetzelfde jaar op 2,6 miljoen ounces. Na de overname is Newmont Mining de grootste goudproducent ter wereld geworden.
In februari 2023 raakte de interesse bekend van Newmont voor de Australische mijnbouwer Newcrest Mining. Newmont heeft zo'n 17 miljard dollar over voor dit Australische beursgenoteerde goudbedrijf. Slaagt deze overname dan wordt Newmont dubbel zo groot als nummer twee, Barrick Gold Corp. Newcrest ontstond in 1990 toen het van Newmont werd afgesplitst.